# Juan Oró
Joan Oró i Florensa, (Lérida, 26 de octubre de 1923-Barcelona, 2 de septiembre de 2004) fue un bioquímico español cuyos estudios fueron clave para entender el origen de la vida en la Tierra.
En 2023, con motivo del centenario de su nacimiento, se conmemora el Año Joan Oró con un programa que incluye un ciclo de conferencias, una exposición itinerante, un documental, un proyecto educativo y diferentes publicaciones, entre otras iniciativas.

## Biografía
Joan Oró nació en Lérida, en el barrio de La Bordeta. Oró, quien procedía de una familia modesta de panaderos, tuvo una brillante carrera científica. Ya en la adolescencia, empezó a preguntarse por el papel de la humanidad en el Universo y el sentido de la vida. Insatisfecho con las respuestas que daba la religión y la filosofía orientó sus estudios hacia la química y la biología.
Se licenció en Ciencias Químicas en la Universidad de Barcelona en 1947, y emigro en 1952 a Estados Unidos, cuatro años después se doctoró en Bioquímica en la Escuela de Medicina de Baylor, en la ciudad de Houston.
En 1955 ingresó en la Universidad de Houston, de la cual fue catedrático desde 1963, donde fundó y dirigió el Departamento de Ciencias Bioquímicas y Biofísicas. Ha hecho importantes estudios sobre los compuestos orgánicos existentes en sedimentos terrestres, meteoritos y muestras de la Luna.
Fundó el departamento de Ciencias Biofísicas en la Universidad de Houston, en 1956, donde estudió el metabolismo del ácido fórmico en los tejidos animales, investigaciones que serían clave para el estudio sobre el origen de la vida y la interpretación de la ausencia de vida en el planeta Marte.
Destaca en su trayectoria profesional como fecha memorable el día de Navidad de 1959, cuando encerrado en su laboratorio, descubrió la síntesis de la adenina, una de las moléculas más importantes para la vida. La paradoja de su descubrimiento fue que esta sustancia la sintetizó a partir del ácido cianhídrico, uno de los productos más venenosos que existe.
Participó desde 1963 en varios proyectos de investigación espacial de la NASA, como en el Programa Apolo para el análisis de las rocas lunares y otras muestras de material de la Luna, y en el Programa Viking, encargándose del desarrollo de un instrumento para el análisis molecular de la atmósfera y la materia de la superficie del planeta Marte.
Joan Oró fue uno de los precursores de la teoría de la panspermia como causa del origen de la vida en nuestro planeta. La teoría de la panspermia sostiene que la materia orgánica que dio lugar a la vida pudo llegar a nuestro planeta en los cometas que impactaron sobre la Tierra primitiva. En sus investigaciones elaboró un esquema que va desde las primeras transformaciones termonucleares en las estrellas hasta la vida en nuestro planeta. En su libro El origen de la vida escribía:

Algunos de los procesos prebióticos son reproducibles, en líneas generales en el laboratorio y se ha comprobado que el medio acuoso o líquido es el más idóneo para su desarrollo. Por tanto, es casi seguro que la vida brotó en lo que se ha llamado mar primordial u océano primitivo.

Participó también como miembro de la Junta Espacial de la Academia Nacional de Ciencias, que asesora el Gobierno de los Estados Unidos sobre los proyectos de exploración espaciales. Estos proyectos incluyen entre otros, la Estación Espacial Internacional en órbita terrestre, y el viaje tripulado al planeta Marte. A partir de 1970 impulsó la Sociedad Internacional para el Estudio de los Orígenes de la Vida, ISSOL, de la que fue presidente.
Como profesor emérito de la Universidad de Houston, vivió a caballo entre Houston y Barcelona y fue miembro de varios comités de la NASA y de la Academia de Ciencias de Estados Unidos.
Regresó a España en 1980 para colaborar en los nuevos planes de desarrollo energético y el estudio de fuentes alternativas de energía, y para trabajar como profesor de la Universidad Autónoma de Barcelona y como director en el Instituto de Biofísica y Neurobiología, si bien conservó su cátedra en Estados Unidos. En ese año ocupó también un escaño en el Parlamento de Cataluña y formó parte de varias comisiones de esa Cámara.
En la década de 1990 continuó con sus trabajos como profesor de la Universidad de Houston y miembro de diversos comités de investigación de la Agencia Espacial Norteamericana. Desde 1992 desarrolló numerosos proyectos de investigación química relacionados con el espacio y fue uno de los principales investigadores para el análisis de las muestras lunares del Programa Apolo y del Programa Viking sobre la atmósfera y la superficie de Marte.
En 1993, creó la Fundació Joan Oró, con sede en Lérida, con la finalidad de dar a conocer su vida y obra, y al impulso de la divulgación y investigación científica.
Tras jubilarse en 1994, Oró regresó a España donde impulsó la construcción del Parque Astronómico del Montsec y del Observatorio astronómico del Montsec.
Falleció el 2 de septiembre de 2004 en Barcelona.

## Reconocimiento

Escudo del Marqués de Oró

Con una docena de libros publicados y más de 200 trabajos de investigación, Oró fue varias veces candidato al Premio Nobel y recibió la Gran Cruz del Mérito Aeronáutico en 1983 y la Medalla Alexander Ivanovich Oparin de la Sociedad Internacional para el estudio de los orígenes de la vida, otorgada en 1986.
Por real decreto 819/2003 de 23 de junio, como premio a sus "numerosos trabajos de investigación" que han contribuido a "mejorar el conocimiento sobre el origen de la vida", el Rey de España le concedió el título de Marqués de Oró.
También recibió la Cruz de la Orden Civil de Alfonso X El Sabio y la Creu de Sant Jordi, además de poseer también el doctorado honoris causa de la Universidad de Houston. En julio de 2004 recibió la medalla de Oro de la Generalidad de Cataluña, una distinción que el investigador recibió en su domicilio debido a su ya delicado estado de salud y su cercana muerte.